# Elusa invicta
Elusa invicta är en fjärilsart som beskrevs av Walker 1864. Elusa invicta ingår i släktet Elusa och familjen nattflyn. Inga underarter finns listade i Catalogue of Life.